# Chữ thập trắng

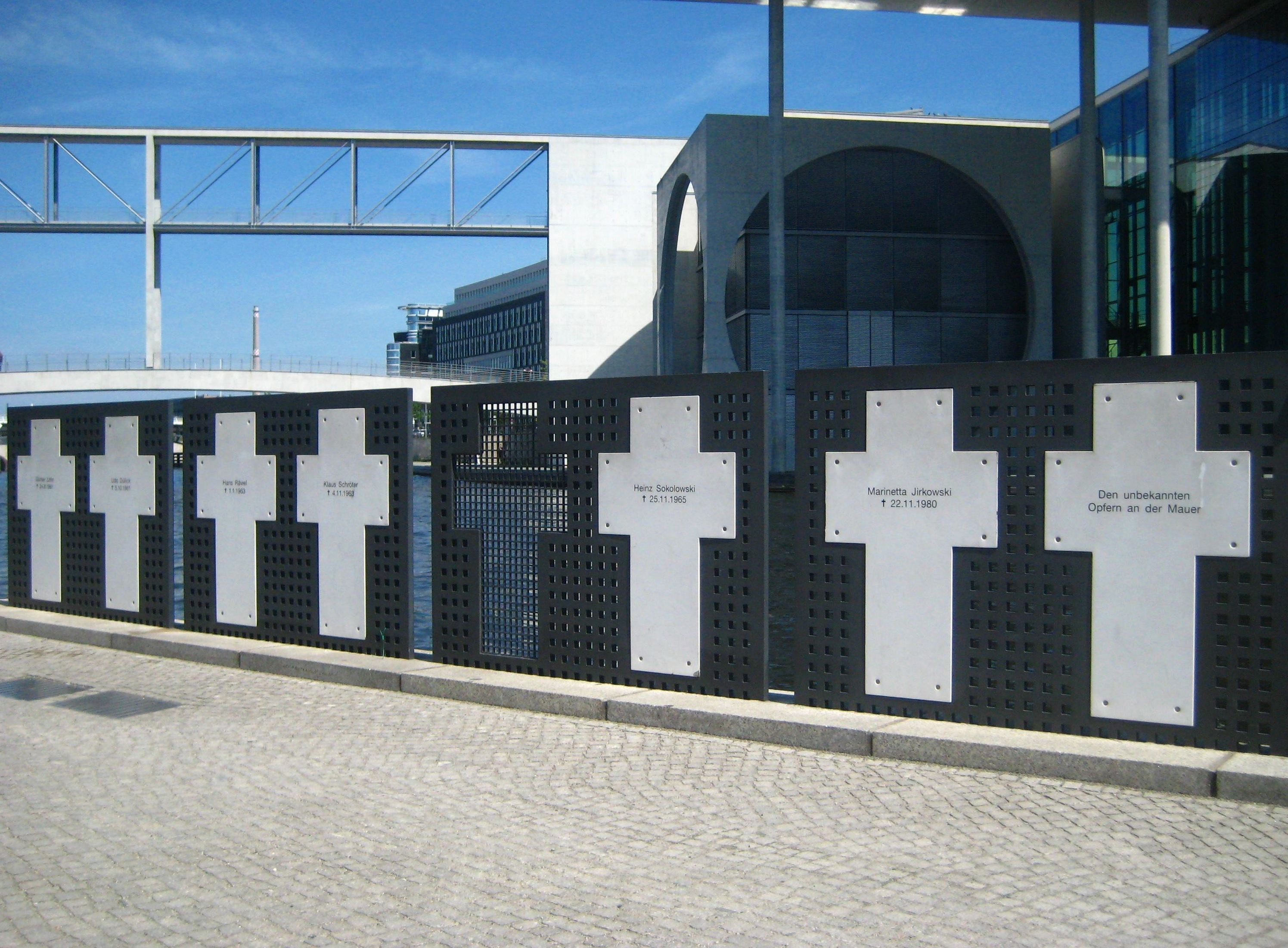
Chữ thập trắng

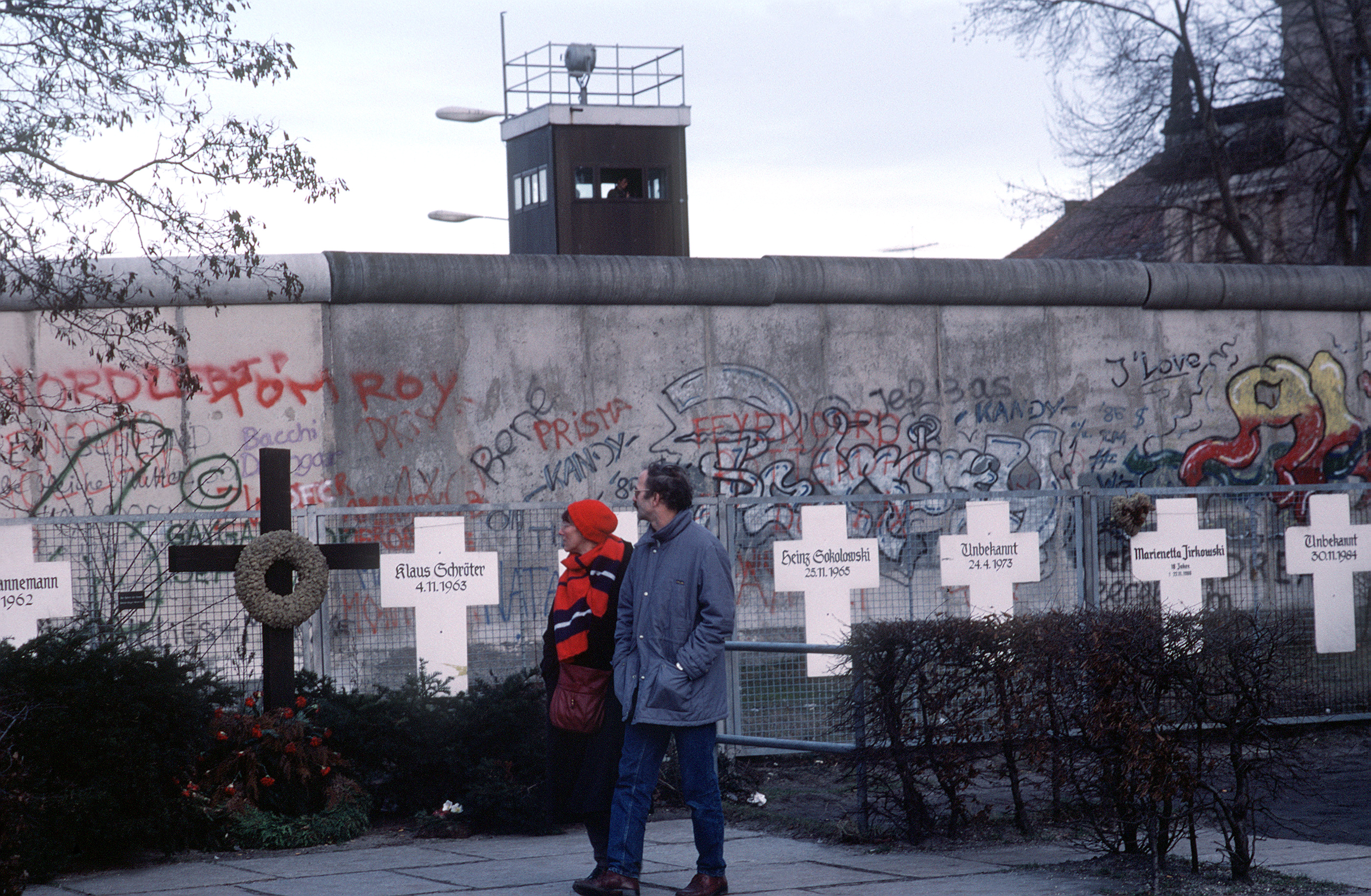
Đài tưởng niệm ban đầu với Bức tường Berlin trong nền, 1990

Chữ thập trắng (tiếng Đức: Weiße Kreuze) là đài tưởng niệm những người đã chết trong Chiến tranh Lạnh tại Bức tường Berlin. Nó nằm ở bờ sông Spree ở Berlin bên cạnh tòa nhà Reichstag, nơi đặt trụ sở của quốc hội Đức. Được thành lập bởi nhóm tư nhân Berliner Bürger-Verein nhân kỷ niệm 10 năm Bức tường Berlin năm 1971, nó lần đầu tiên nằm ở phía đông Reichstag trên một hàng rào ngay trước bức tường. Sau khi thống nhất nước Đức năm 1990, nó giữ nguyên vị trí cho đến khi việc xây dựng các tòa nhà chính phủ mới bên cạnh tòa nhà Reichstag được bắt đầu vào cuối thế kỷ đó - Berlin được chọn là thủ đô mới của Đức.
Trong quá trình xây dựng, đài tưởng niệm đã được chuyển đến một địa điểm ở phía nam Reichstag bên cạnh Tiergarten. Vào ngày kỷ niệm 50 năm khởi nghĩa năm 1953 ở Đông Đức, một bộ thánh giá thứ hai đã được dựng lên trên bờ sông, nằm ở phía tây bắc của vị trí ban đầu. Bài phát biểu khai mạc được đưa ra bởi Chủ tịch Bundestag Wolfgang Thierse.

## Tên nạn nhân
Tên của 13 nạn nhân được ghi trên cả hai mặt của 7 chiếc thánh giá. Một thập giá được dành cho các nạn nhân chưa biết của bức tường. Lựa chọn những nạn nhân đầu tiên và cuối cùng đã bị giết trong tiếng súng. Hầu hết các nạn nhân đã chết trong khoảng thời gian từ năm 1961 đến năm 1965.
ở đất liền
- Günter Litfin, ngày 24 tháng 8 năm 1961
- Udo Düllick, ngày 5 tháng 10 năm 1961
- Hans Räwel, ngày 1 tháng 1 năm 1963
- Klaus Schröter, ngày 4 tháng 11 năm 1963
- Heinz Sokolowski, ngày 25 tháng 11 năm 1965
- Marienetta Jirkowsky, ngày 22 tháng 11 năm 1980
- "den unbekannten Opfern an der Mauer" (tiếng Đức: cho những nạn nhân vô danh của bức tường)

ở ven sông
- Werner Probst, ngày 14 tháng 10 năm 1961
- Ingo Krüger, ngày 10 tháng 12 năm 1961
- Philipp Held, ngày 11 tháng 4 năm 1962
- Axel Hannemann, ngày 5 tháng 6 năm 1962
- Lutz Haberlandt, ngày 27 tháng 6 năm 1962
- Wolf-Olaf Muszinski, tháng 3 năm 1963
- Chris Gueffroy, ngày 5 tháng 2 năm 1989